# Sergio Ramírez (Fußballspieler, 1943)
Sergio Alberto Ramírez Maulén (* 12. September 1943 in Santiago de Chile) ist ein ehemaliger chilenischer Fußballspieler. Der Mittelfeldspieler absolvierte fünf Länderspiele für Chile. 

## Karriere

### Verein
Sergio Ramírez kam 1961 in die Jugend vom CSD Colo-Colo und debütierte 1964 in der Profimannschaft des Rekordmeisters. In seiner Zeit bis 1971 bei den Albos gewann der Mittelfeldspieler die Meisterschaft 1970. Er wechselte 1972 zum CD Palestino und zog 1974 zum CD Huachipato weiter, mit dem er die Copa Chile 1975 gewann. Zum Ende seiner Profikarriere spielte Ramírez noch für Deportes Linares, Deportes Antofagasta und die letzten zwei Jahre bei Talagante Ferro. 

### Nationalmannschaft
Sergio Ramírez debütierte für die Nationalmannschaft Chiles im November 1974 unter Trainer Luis Álamos bei der Copa Carlos Dittborn gegen Argentinien. Vier weitere Länderspiele in Freundschaftspokalen kamen noch hinzu, zuletzt im Juni 1975 bei der Copa Juan Pinto Durán gegen Uruguay.

## Erfolge
Colo-Colo
- Primera División: 1970

Palestino
- Copa Chile: 1975